# Йоель Ромеро
Йоель Ромеро Паласіо (ісп. Yoel Romero Palacio; нар. 30 квітня 1977, Пінар-дель-Ріо, провінція Пінар-дель-Ріо) — кубинський борець вільного стилю і професійний боєць змішаного стилю, переможець, дворазовий срібний та дворазовий бронзовий призер чемпіонатів світу, п'ятиразовий переможець Панамериканських чемпіонатів, чемпіон та бронзовий призер Панамериканських ігор, триразовий переможець, срібний та бронзовий призер Кубків світу, срібний призер Олімпійських ігор.

## Кар‘єра

### Ранність
Боротьбою почав займатися з 1989 року. Тренувався у Філіберто Дельгадо. Був срібним призером чемпіонату світу серед юніорів 1997 року. Виступав за борцівський клуб «Cerro Pelado» з Гавани.
Після завершення кар'єри борця вільного стилю став професійним бійцем мішаного стилю на прізвисько «Солдат Бога». Станом на листопад 2015 року здобув 10 перемог і зазнав 1 поразки.

### Початок кар‘єри
Ромеро дебютував у змішаних єдиноборствах у грудні 2009 року, перемігши у Німеччині австрійця Сашка Вайнполтера.
У період 2008—2011 підготовкою Йоеля займалися тренери Сергій Куфтін (бойове самбо, ММА) та Зіке Сіміч (кікбоксинг) у «Peter Althof's Martial Arts Gym Nuremberg». Протягом наступних 3 років він накопичив серію з 5 перемог без поразок у різних промоціях по всій Німеччині та Польщі.

### Strikeforce
У липні 2011 року Ромеро підписав контракт зі Strikeforce та дебютував проти Рафаеля Кавальканте 10 вересня 2011 року на Strikeforce: Barnett vs. Харітонов. Ромеро програв бій нокаутом у другому раунді. Травма шиї не дозволяла виступати Ромеро аж до 2013 року.

### Ultimate Fighting Championship
Ромеро дебютував у UFC у середній вазі проти Кліффорда Старкса 20 квітня 2013 року, на UFC on Fox 7. Він виграв бій нокаутом у першому раунді та отримав премію «Кращий нокаут вечора».
Бій Ромеро та Дерека Брансона планувався на 31 серпня 2013 року на турнірі UFC 164, проте Брансон отримав травму та був знятий з турніру
У другому бою в UFC Ромеро зіткнувся з Ронні Маркесом 6 листопада 2013 року, на UFC Fight Night 31. Ромеро виграв бій нокаутом у третьому раунді.
У третьому бою в UFC Ромеро зустрівся віч-на-віч з Дереком Брансоном 15 січня 2014 року на UFC Fight Night 35. Ромеро виграв бій у третьому раунді технічним нокаутом. Обидва бійці отримали премію «Найкращий бій вечора».
Далі Ромеро зустрівся з Бредом Таваресом на UFC на Fox 11, вигравши бій одноголосним рішенням.
Бій Ромеро та Тіма Кеннеді відбувся 27 вересня 2014 року на турнірі UFC 178. Бій закінчився перемогою Ромеро технічним нокаутом у третьому раунді, це була перша поразка Кеннеді технічним нокаутом за тринадцять років. Перемога Ромеро принесла йому премію «Найкращий бій вечора».
Ромеро мав провести свій наступний бій проти Роналду Соуза 28 лютого 2015 року на UFC 184[10], проте Соуза вибув із бою через пневмонію. Бій було перенесено більш пізній срок.
Бій із Соузою був спочатку перенесений на 18 квітня 2015 року на UFC on Fox 15, проте Ромеро був змушений відмовитися від бою через розрив меніска в коліні.
Ромеро зіткнувся з Ліото Мачіда 27 червня 2015 UFC Fight Night 70[12]. Ромеро нокаутував Мачіду на 1:38 третього раунду серією ударів ліктями, отримавши премію «Виступ вечора»
Бій із Роналдо Соуза був запланований втретє і відбувся 12 грудня 2015 року в рамках UFC 194. Ромеро виграв бій роздільним рішенням суддів.
Бій Ромеро проти колишнього чемпіона в середній вазі Кріса Вайдмана відбувся 12 листопада 2016 на UFC 205. Ромеро виграв поєдинок нокаутом у третьому раунді та отримав премію «Виступ вечора».
У зв'язку з травмою чемпіона в середній вазі, Майкла Біспінга, було призначено бій за титул тимчасового чемпіона між Ромеро та Робертом Уіттакером, який відбувся 8 липня 2017 року на UFC 213. За наслідками бою, Ромеро програв Уіттакеру одноголосним решением.
Наступний бій провів на турнірі UFC 221. У головному бою вечора Йоель Ромеро нокаутував Люка Рокхолда. Переможець поєдинку мав стати тимчасовим чемпіоном у середній вазі, але Ромеро не вклався у рамки категорії, і UFC позбавила бійця такої можливості.

### Порушення антидопінгової політики
16 грудня 2015 року, через 4 дні після перемоги на турнірі UFC 194, USADA повідомила про потенційне порушення антидопінгової політики. Подальші тести показали наявність у організмі Ромеро ібутаморена, що є стимулятором секреції гормону росту. Ромеро вдалося довести, що заборонені речовини потрапили в його організм через забруднені харчові добавки.
28 травня 2019 року Ромеро виграв раніше поданий позов на виробника забрудненого спортивного харчування. Ромеро було присуджено виплату у розмірі 27 мільйонів доларів з яких 3 мільйони за втрачену зарплату, 3 мільйони за шкоду репутації та 3 мільйони за емоційні збитки. Суму потроїли у зв'язку з порушенням акту про «Шахрайство зі споживчим ринком» штату Нью-Джерсі.

## Виступи на Олімпіадах
| Змагання                    | Збірна | Вагова категорія | Місце  |
| --------------------------- | ------ | ---------------- | ------ |
| Літні Олімпійські ігри 2000 | Куба   | 85 кг            | Срібло |
| Літні Олімпійські ігри 2004 | Куба   | 84 кг            | 4      |

## Виступи на Чемпіонатах світу
| Змагання                        | Збірна | Вагова категорія | Місце  |
| ------------------------------- | ------ | ---------------- | ------ |
| Чемпіонат світу з боротьби 1997 | Куба   | 85 кг            | 5      |
| Чемпіонат світу з боротьби 1998 | Куба   | 85 кг            | Бронза |
| Чемпіонат світу з боротьби 1999 | Куба   | 85 кг            | Золото |
| Чемпіонат світу з боротьби 2001 | Куба   | 85 кг            | Бронза |
| Чемпіонат світу з боротьби 2002 | Куба   | 84 кг            | Срібло |
| Чемпіонат світу з боротьби 2003 | Куба   | 84кг             | 6      |
| Чемпіонат світу з боротьби 2005 | Куба   | 84 кг            | Срібло |

## Виступи на Панамериканських чемпіонатах
| Змагання                                   | Збірна | Вагова категорія | Місце  |
| ------------------------------------------ | ------ | ---------------- | ------ |
| Панамериканський чемпіонат з боротьби 1998 | Куба   | 85 кг            | Золото |
| Панамериканський чемпіонат з боротьби 2001 | Куба   | 85 кг            | Золото |
| Панамериканський чемпіонат з боротьби 2002 | Куба   | 84 кг            | Золото |
| Панамериканський чемпіонат з боротьби 2004 | Куба   | 96 кг            | Золото |
| Панамериканський чемпіонат з боротьби 2007 | Куба   | 84 кг            | Золото |

## Виступи на Панамериканських іграх
| Змагання                  | Збірна | Вагова категорія | Місце  |
| ------------------------- | ------ | ---------------- | ------ |
| Панамериканські ігри 1999 | Куба   | 85 кг            | Бронза |
| Панамериканські ігри 2003 | Куба   | 84 кг            | Золото |

## Виступи на Кубках світу
| Змагання                    | Збірна | Вагова категорія | Місце  |
| --------------------------- | ------ | ---------------- | ------ |
| Кубок світу з боротьби 1997 | Куба   | 85 кг            | Бронза |
| Кубок світу з боротьби 1998 | Куба   | 85 кг            | Золото |
| Кубок світу з боротьби 1999 | Куба   | 85 кг            | Срібло |
| Кубок світу з боротьби 2000 | Куба   | 85 кг            | Золото |
| Кубок світу з боротьби 2005 | Куба   | 84 кг            | Золото |

## Виступи на інших змаганнях
| Змагання                               | Збірна | Вагова категорія | Місце  |
| -------------------------------------- | ------ | ---------------- | ------ |
| Міжнародний меморіал Дейва Шульца 2000 | Куба   | 85 кг            | Золото |
| Міжнародний меморіал Дейва Шульца 2003 | Куба   | 84 кг            | Золото |
| Гран-прі Німеччини з боротьби 2007     | Куба   | 84 кг            | Золото |